# Renault 6
Renault 6 – model małego samochodu subkompaktowego, który był produkowany w latach 1968–1986 przez francuską firmę Renault.

## Historia i opis modelu
Renault 6 został zaprezentowany w roku 1968 na Paris Motor Show, w zamierzeniu miał być alternatywą dla Renault 4 oraz konkurentem dla Citroëna Ami 6 oraz nowego Citroëna Dyane. W modelu użyto rozwiązań podobnych jak w pokrewnych i konkurencyjnych konstrukcjach z segmentu C. W R6 zastosowano płytę podłogową oraz silnik o pojemności 845 cm³ znany z modelu R4. Samochody są prawie identyczne pod względem technicznym, Renault 6 ma jednak większe nadwozie typu hatchback o bardziej nowoczesnym wyglądzie. Stylistycznie przypomina ono Renault 16. W pierwszych latach produkcji samochód krytykowany był za zbyt słaby silnik zapożyczony z mniejszego modelu, nie radził on sobie z napędzaniem cięższego samochodu.

## Dane techniczne
| Wersja             | Silnik:                  | Układ zasilania:   | Średnica × skok tłoka: | St. sprężania:     | Moc maksymalna:                  | Maks. moment obrotowy     | 0-100 km/h:        | V-max:             |
| Silniki benzynowe: | Silniki benzynowe:       | Silniki benzynowe: | Silniki benzynowe:     | Silniki benzynowe: | Silniki benzynowe:               | Silniki benzynowe:        | Silniki benzynowe: | Silniki benzynowe: |
| ------------------ | ------------------------ | ------------------ | ---------------------- | ------------------ | -------------------------------- | ------------------------- | ------------------ | ------------------ |
| 0.8                | R4 0,8 l (845 cm³), OHV  | gaźnik             | 58,00 mm × 80,00 mm    | 8,0:1              | 39 KM (28 kW) przy 5000 obr./min | 63 N•m przy 3500 obr./min | b/d                | 121 km/h           |
| 1.1                | R4 1,1 l (1108 cm³), OHV | gaźnik             | 70,00 mm × 72,00 mm    | 9,5:1              | 46 KM (34 kW) przy 5300 obr./min | 76 N•m przy 3000 obr./min | b/d                | 132 km/h           |

## Galeria

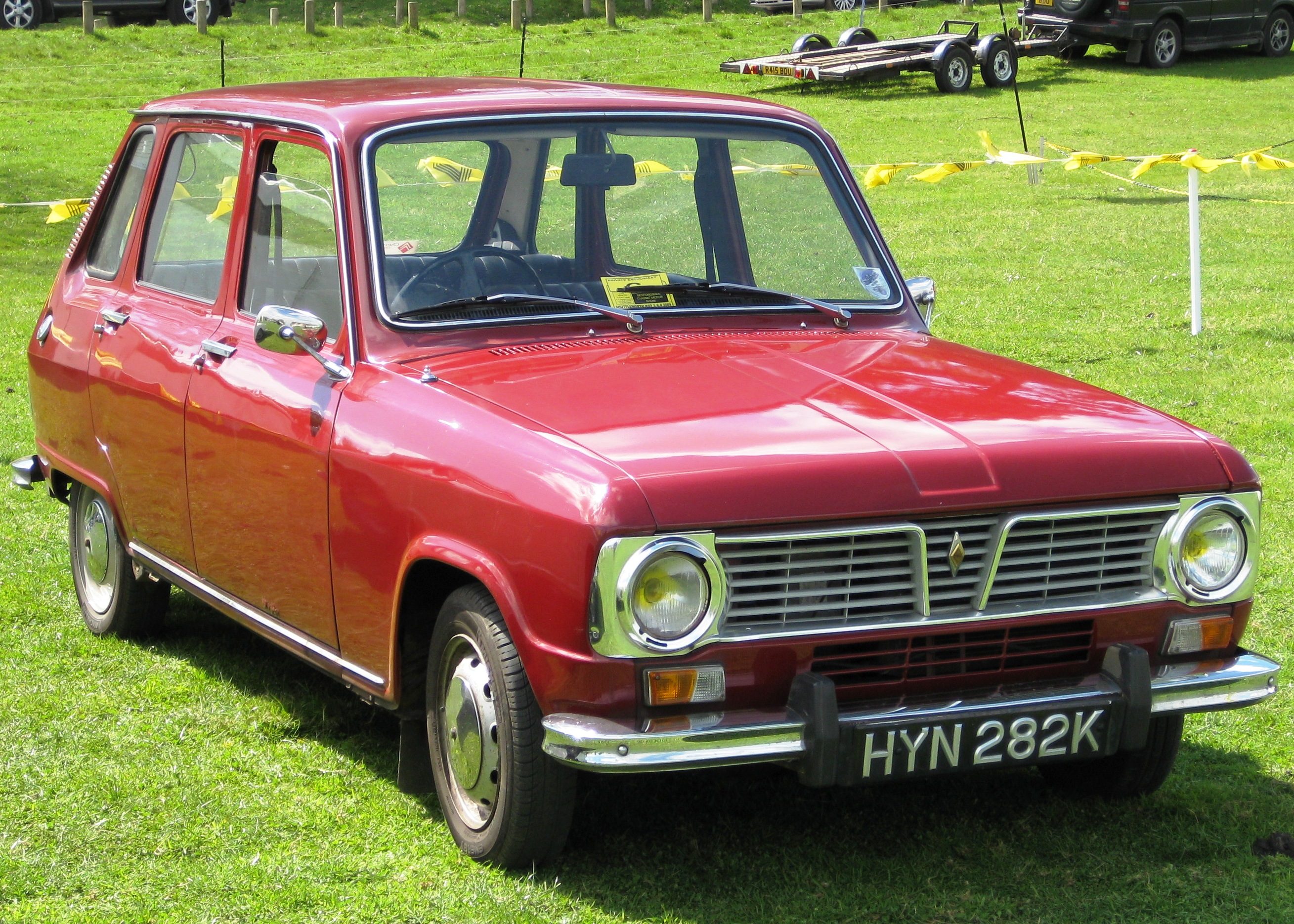
'71 Renault 6
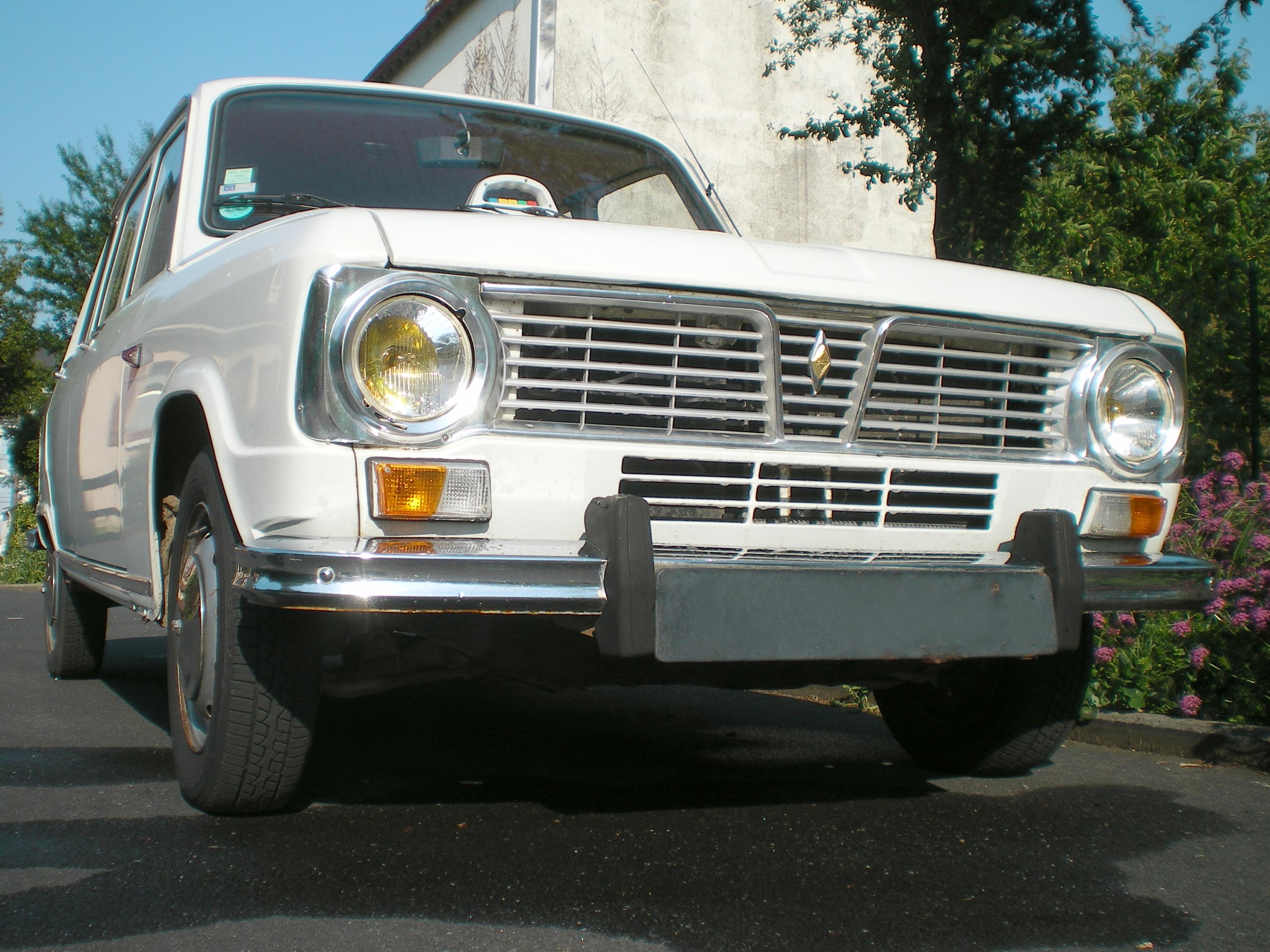
'71 Renault 6
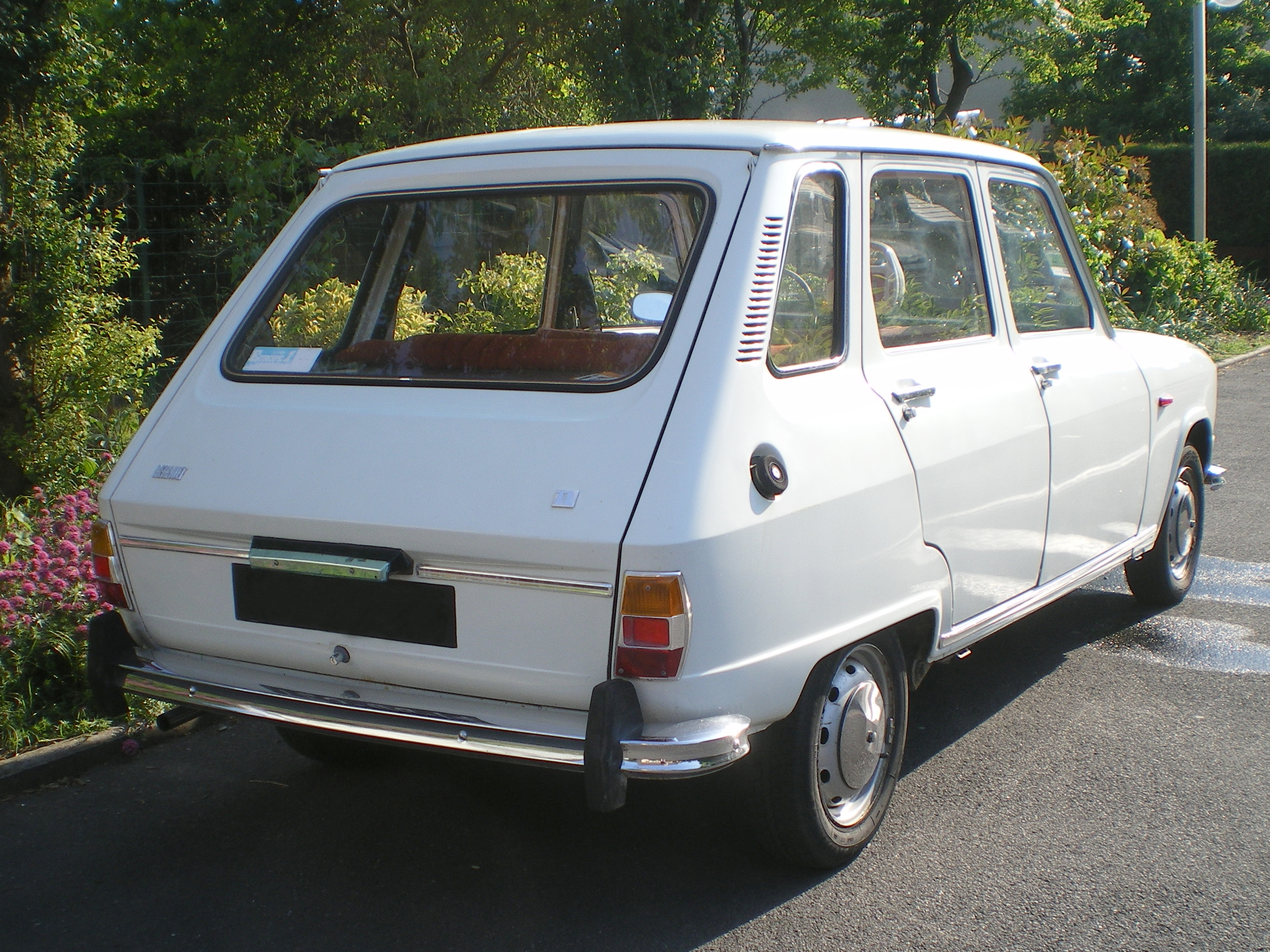
'71 Renault 6
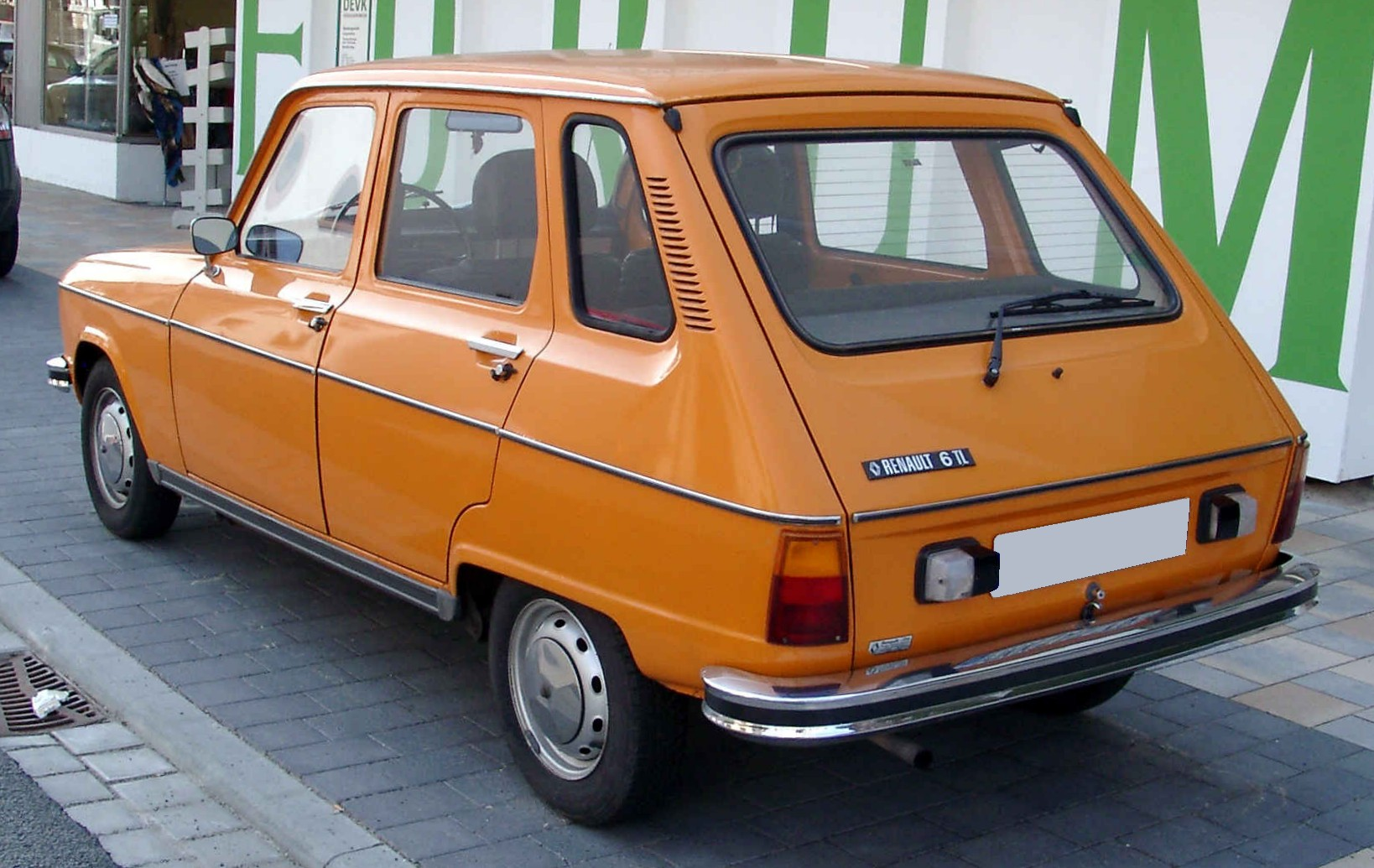
Renault 6